# عبد العزيز الشمري (لاعب كرة قدم مواليد 2003)
عبد العزيز سعود الشمري لاعب كرة قدم سعودي يلعب في نادي الطائي كمهاجم.